# Cargolet de flancs barrats
El cargolet de flancs barrats (Thryophilus pleurostictus) és un ocell de la família dels troglodítids (Troglodytidae).

## Hàbitat i distribució
Habita zones àrides amb matolls, arbusts i límits del bosc de les terres baixes i turons del vessant del Pacífic, des de Mèxic, Morelos i oest de Puebla cap al sud fins al nord-oest i centre de Costa Rica